# Tommaso Maestrelli
Tommaso Arturo Renzo Maestrelli (Pisa, 7 ottobre 1922 – Roma, 2 dicembre 1976) è stato un calciatore, allenatore di calcio e dirigente sportivo italiano, di ruolo centrocampista.
Fu il tecnico della Lazio che vinse il suo primo scudetto nella stagione 1973-1974. Inoltre, è l'allenatore con il maggior numero di presenze nelle coppe nazionali sulla panchina biancoceleste, ossia 34.

## Biografia
Figlio di un dipendente delle Ferrovie dello Stato, da bambino seguì il padre in diverse città italiane, fino a stabilirsi, nel 1935, a Bari.
Nel 1941, all'età di 19 anni, Tommaso Maestrelli viene arruolato nella Divisione Ferrara, di stanza in Montenegro. Dopo l'Armistizio dell'8 settembre 1943, viene catturato dalle forze tedesche e internato in un campo di prigionia nei pressi di Belgrado da cui riesce a fuggire in maniera rocambolesca. Subito dopo, da partigiano, si unisce alla Brigata Garibaldi, dove assume un ruolo di comando nelle operazioni per la liberazione di Belgrado.
Sposato con Angela Lina Barberini (1923-3 settembre 2014), ebbe quattro figli: Patrizia Maria (Bari, 20 settembre 1949 - Roma, 12 marzo 1999), Tiziana (Bari, 14 settembre 1953 - Roma, 15 gennaio 2022) e i due gemelli Massimo (1963) e Maurizio (Bari, 19 maggio 1963 - Roma, 28 novembre 2011). Questi ultimi due vennero ribattezzati simpaticamente dai tifosi laziali "I due ragazzini terribili".
Inoltre, il figlio Maurizio aveva sposato Monia Materazzi, sorella di Marco e figlia di Giuseppe: dal loro matrimonio sono nati due figli, Andrea e Alessio, nati nel 1998 e nel 2003, che hanno poi intrapreso la carriera da calciatore: Andrea ha giocato per diversi anni in Serie C e nel 2022 ha preso parte al Grande Fratello VIP , mentre Alessio è cresciuto nelle giovanili di Lazio e Tor di Quinto per poi passare al Frosinone, con cui ha esordito fra i professionisti nell'aprile del 2022.
Morì a Roma il 2 dicembre 1976 a soli 54 anni in seguito alle complicanze di un tumore al fegato. È sepolto nel Cimitero Flaminio di Roma.

## Carriera

### Giocatore

#### Club

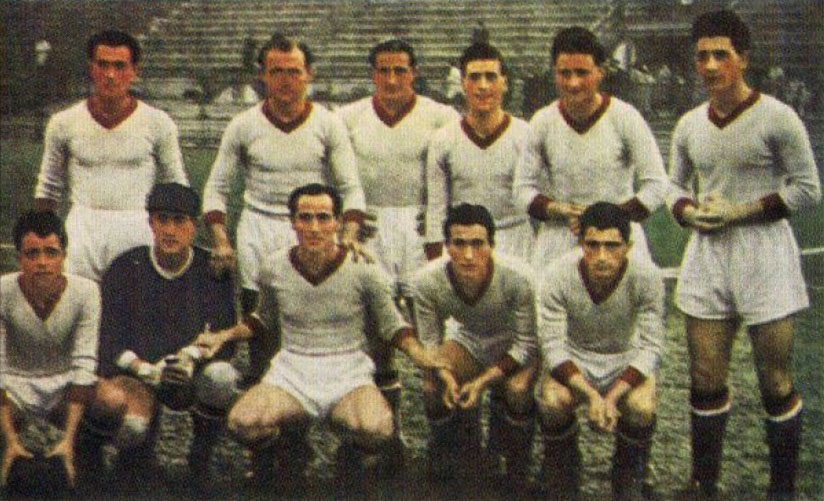
Maestrelli (accosciato, secondo da destra) nel Bari della stagione 1940-1941

Maestrelli nacque a Pisa, ma a causa del lavoro del padre, che lavorava come capostazione per le Ferrovie dello Stato, crebbe cambiando diverse città, fino a che nel 1935, quando era tredicenne, la sua famiglia fu trasferita in pianta stabile a Bari. Appena arrivò in città, fece un provino con i "pulcini" della squadra locale, venendo in seguito tesserato.
Dopo essersi messo in mostra nelle giovanili (in cui aveva iniziato a giocare da centravanti, per poi diventare interno), nell'estate del 1938 Maestrelli venne ufficialmente aggregato alla prima squadra dall'allenatore József Ging, che lo fece anche esordire fra i professionisti il 26 febbraio del 1939, nella partita persa per 3-1 in casa del Milan; il giocatore debuttò così in Serie A a 16 anni, 4 mesi e 19 giorni (il record assoluto, invece, è di Francesco Camarda, che ha esordito nel 2023 a 15 anni, 8 mesi e 15 giorni). Nel campionato successivo, invece, Maestrelli giocò da titolare le ultime cinque partite, contribuendo al raggiungimento della salvezza per la sua squadra con il suo primo gol in massima serie, nell'ultima partita di campionato contro la Fiorentina.
A fine campionato, Maestrelli partì per prestare servizio militare: come tutti i giocatori in quel momento sotto le armi, riuscì a giocare con il Bari solo quando gli era permesso, anche se nel frattempo era divenuto titolare inamovibile. Rimase con la squadra pugliese anche nel dopoguerra, fino al 1948.
In quell'estate, Maestrelli venne inizialmente rilevato dall'Inter, assieme al centravanti Mario Tontodonati: tuttavia, i due vennero subito girati alla Roma di Fulvio Bernardini, nell'ambito dell'operazione che portò Amadei a Milano. L'interno fu anche capitano della squadra giallorossa, proprio in uno dei periodi peggiori della sua storia, che si concluse, nella stagione 1950-1951, con la prima retrocessione in Serie B. In compenso, Maestrelli non seguì la stessa sorte, in quanto era stato ceduto alla Lucchese nella stessa estate.
Maestrelli rimase alla Lucchese per due anni, per poi andare a chiudere la sua carriera di nuovo nel Bari, che nel frattempo era precipitato in quarta serie a causa di traversie societarie: qui, contribuì alle successive promozioni della squadra pugliese fino alla Serie B, come calciatore e, in ultimo, come vice-allenatore di Federico Allasio. Si ritirò ufficialmente dal calcio giocato nell'estate del 1957.

#### Nazionale
Maestrelli entrò anche nel giro della nazionale maggiore per un brevissimo periodo di tempo: infatti, venne convocato dal commissario tecnico Vittorio Pozzo in vista dei Giochi Olimpici estivi del 1948 a Londra, a cui gli Azzurri parteciparono con una rosa composta esclusivamente da giocatori regolarmente iscritti all'Università. Una decisione, quest'ultima, presa per ovviare al regolamento dei Giochi, a cui allora erano ammessi soltanto atleti dilettanti.
Dopo aver saltato gli ottavi di finale, che avevano visto l'Italia imporsi con un nettissimo 9-0 sugli Stati Uniti, Maestrelli giocò da titolare la partita successiva, contro la Danimarca: nell'occasione, dovendo sostituire il mediano Cesare Presca, giocò fuori ruolo (in quanto interno) e si ritrovò a marcare John Hansen, futuro centravanti di Juventus e Lazio, che segnò ben quattro reti e guidò gli scandinavi alla vittoria finale per 5-3, estromettendo quindi l'Italia dal torneo. In seguito, Maestrelli non venne più richiamato in Nazionale dalle gestioni successive.

### Allenatore

#### Gli inizi: Lucchese e Bari
La prima esperienza come tecnico fu per Maestrelli nel 1953, quando per alcune gare ricoprì il ruolo di giocatore-allenatore della Lucchese, così come i compagni di squadra Enrico Boniforti e Carlo Scarpato, sostituiti poi da Guido Masetti.
Dopo alcuni anni in cui lavorò come vice allenatore nel Bari, gli fu concessa l'opportunità di guidare la prima squadra dopo l'esonero dell'allenatore Pietro Magni. Fu presto sollevato dall'incarico alla sua decima panchina, sconfitto a Genova dalla Sampdoria, e un risultato utile fu l'1-1 contro la Grande Inter di Helenio Herrera.

#### Le esperienze con Reggina e Foggia
L'occasione di continuare la carriera di allenatore gli fu data dall'allora presidente dell'A.S. Reggina, (oggi Reggina 1914) Oreste Granillo: Maestrelli sfruttò l'opportunità nel modo migliore, conducendo la squadra dello stretto alla prima, storica, promozione in Serie B nel 1965. Maestrelli fu quindi premiato col "Seminatore d'oro", ricevendo la medaglia d'oro come miglior allenatore di Serie C.
L'anno seguente la Reggina di Maestrelli sfiorò la promozione in Serie A. Il sogno naufragò nel pantano di Lecco (0-0 con i primi in classifica). Dopo altri due anni con piazzamenti a metà classifica, dove nel frattempo muore il suo giocatore Italo Alaimo (appena ceduto al Novara), nel 1968 Maestrelli decise di trasferirsi al Foggia.

Maestrelli a Foggia, dopo aver vinto il Seminatore d'oro

Con la squadra pugliese fece un primo anno (1968-1969) di ambientamento e sperimentazione, nel quale batté il Bari nel derby con un 4-0 (tutti i gol nel secondo tempo). Sfiorò anche la conquista della Coppa Italia, perdendo l'ultima, decisiva partita del girone finale contro la Roma del Mago Herrera. In un Lazio-Foggia all'Olimpico, contro la sua futura squadra - allenata nel frattempo dall'argentino Juan Carlos Lorenzo - Maestrelli mise in campo una formazione che nel secondo tempo dilagò segnando due reti, la prima delle quali - di Giampiero Dalle Vedove - fu simile ad un "rigore in corsa" che gelò l'Olimpico; la Lazio, negli ultimi sei minuti, raggiunse il pareggio con le reti di Gian Piero Ghio e Giuseppe Massa. Maestrelli da allenatore aveva già affrontato la Lazio e Lorenzo, ma all'Olimpico non era mai entrato, perciò Lazio-Foggia del 29 dicembre 1968 fu la sua prima apparizione in panchina nello stadio che lo avrebbe visto vincere lo scudetto il 12 maggio 1974 in occasione proprio di un Lazio-Foggia. Al termine di quella stagione Maestrelli ricevette il "Seminatore d'oro", ovvero la statuetta d'oro che rappresenta il massimo riconoscimento per il miglior allenatore dell'anno. L'anno seguente (1969-1970) il Foggia del Presidente Fesce e di Tommaso Maestrelli, vincendo 3-1 con il Livorno all'ultima giornata, conquistò la Serie A.
Il Foggia fu, nel girone di andata, la squadra rivelazione del campionato 1970-1971 (eclatante fu il 5-2 rifilato alla Lazio con un gol dell'allora rossonero Luciano Re Cecconi). Nel girone di ritorno le prestazioni della squadra pugliese calarono di tono culminando con la retrocessione in Serie B (0-3 a Varese) per differenza reti. La squadra rossonera poteva però vantarsi del fatto che aveva perso una sola partita fra le mura amiche.

#### Gli anni alla Lazio: dalla promozione in Serie A fino alloscudetto

Maestrelli nel 1974 tra il presidente della Lazio, Umberto Lenzini (a sinistra) e il commissario tecnico della Nazionale azzurra, Fulvio Bernardini

L'anno successivo Maestrelli passò alla Lazio, anch'essa retrocessa dopo una stagione travagliata. Il neo-allenatore biancoceleste volle la conferma di Giorgio Chinaglia e di Pino Wilson, cui consegnò la fascia di capitano. Restò anche "Peppiniello" Massa, talentuoso tornante. Luigi Martini arrivò a rinforzare il centrocampo guidato dall'esperto Giambattista Moschino. Lo stagionato Claudio Bandoni andò a chiudere la porta. Nonostante qualche contestazione all’inizio della stagione, che pure si era aperta con il passaggio del primo turno di Coppa Italia ai danni dei rivali della Roma, il ritorno della Lazio in Serie A fu immediato.
Per il campionato successivo (1972-1973) Massa fu ceduto e Maestrelli arretrò Martini a terzino sulla fascia sinistra e trasformò l'attaccante di riserva Pierpaolo Manservisi in un "pendolare" della stessa fascia; piazzò il cursore Luciano Re Cecconi, arrivato dal Foggia, davanti alla difesa, a sostegno del "regista" Mario Frustalupi (ex Inter arrivato nell'ambito dell'"affare Massa") e del mediano d'attacco Franco Nanni. Sistemato il centrocampo Maestrelli costruì la miglior difesa del campionato (16 gol subiti) con Pino Wilson "libero", Giancarlo Oddi "stopper" e Mario Facco terzino a marcare la seconda punta avversaria. Per difendere la porta della Lazio Maestrelli aveva scelto il portiere del Novara (il più battuto l'anno prima in Serie B): Felice Pulici.
I gol avrebbero dovuto farli il confermato Giorgio Chinaglia e Renzo Garlaschelli: ne faranno 10 il primo e 7 il secondo.
La gara di esordio fu Lazio-Inter ed il derby contro la Roma di Herrera finì 1-0 con gol di Nanni; al ritorno la gara finì 2-0 per le Aquile. Con il 2-0 sul Palermo la squadra raggiunse la vetta. Il Milan di Nereo Rocco fu l'antagonista al vertice e, pur sconfitto (doppietta di Chinaglia) nello scontro diretto, si presentò a Verona - ultima giornata - con un punto in più della Lazio e di una ritrovata Juventus. All'ultimo turno il Milan perse 3-5 e la Lazio, momentaneamente prima, perse a Napoli 0-1 e venne scavalcata dalla Juve (2-1 sulla Roma). Fu comunque raggiunto un traguardo importante per una squadra neopromossa.

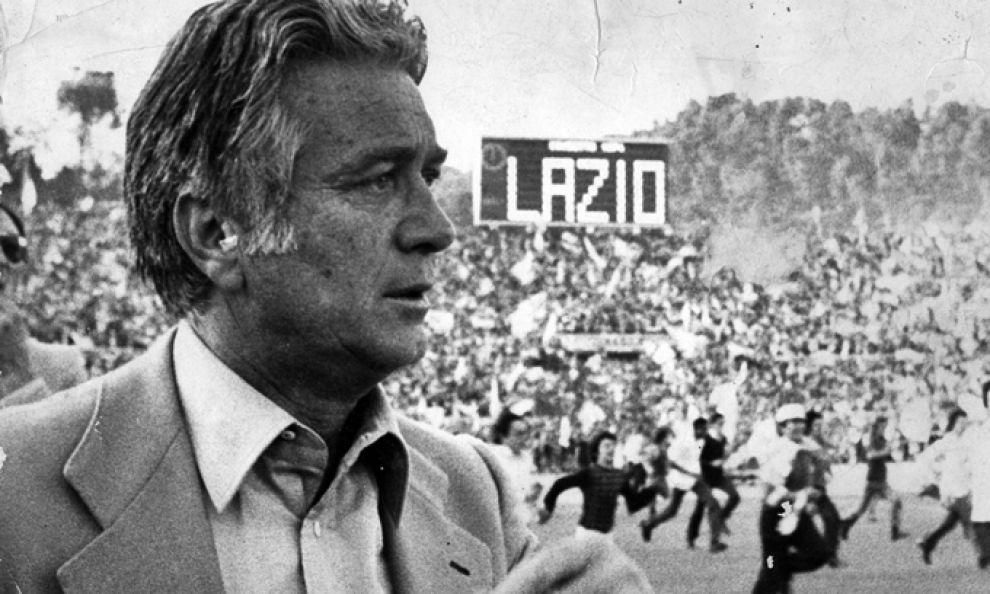
Maestrelli osserva le celebrazioni dei tifosi per lo scudetto della Lazio nel 1974

Nel campionato successivo (1973-1974) la Lazio sconfisse il Lanerossi Vicenza alla prima giornata (3-0); vinse anche per 2-1 entrambi i derby con la Roma. La squadra resistette in testa nonostante l'inseguimento della Juventus (battuta 3-1 nel decisivo scontro diretto all'Olimpico, con rete di Garlaschelli e doppietta di Chinaglia) e si presentò prima, con tre punti di vantaggio, a tre giornate dalla fine. A Torino, contro i granata, la Lazio perse 2-1 ma, allo stesso tempo, la Roma batté 3-2 la Juventus: il vantaggio restò quindi immutato. Alla penultima giornata, il 12 maggio, Chinaglia, su rigore ottenuto da Garlaschelli (10 reti) batté il Foggia e sancì la conquista del primo scudetto laziale, con una giornata di anticipo. La squadra ebbe la migliore difesa per il secondo anno consecutivo e il primato di gol per Chinaglia (24). A fine stagione fu assegnato a Maestrelli il suo secondo "Seminatore d'oro" (la seconda statuetta d'oro).

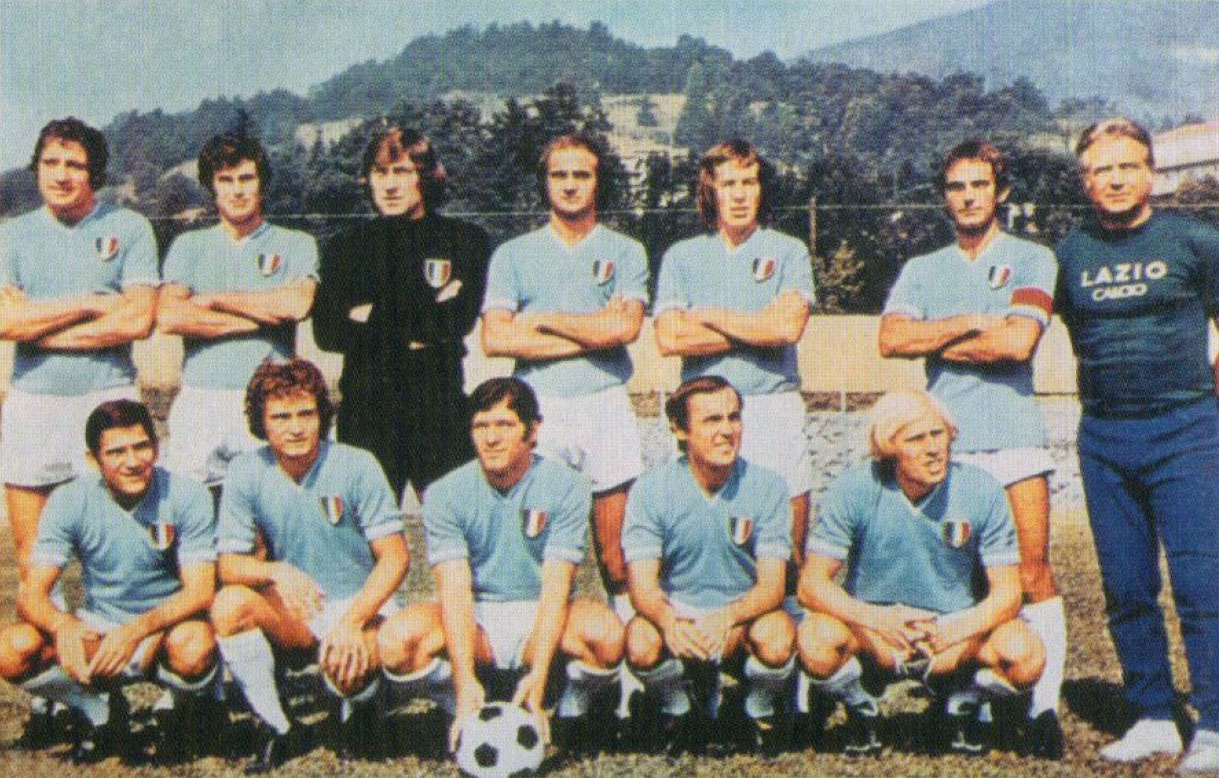
Maestrelli (in piedi, primo da destra) con la Lazio della stagione 1974-1975, per la prima volta con lo scudetto sulle maglie

La Lazio del 1974-1975, non ammessa alla Coppa dei Campioni (squalifica per gli incidenti nel ritorno di Coppa UEFA con l'Ipswich) partì bene in campionato e, pur perdendo due derby con la Roma sempre per 1-0, si trovava in piena corsa-scudetto quando a Maestrelli venne diagnosticato un tumore al fegato e pochi mesi di vita. I giocatori della Lazio, molto legati al loro allenatore, sconvolti dalla notizia, accusarono il colpo e giunsero solo quarti con il vice Roberto Lovati in panchina.
La stagione successiva (1975-1976) con Maestrelli ricoverato, il Presidente Umberto Lenzini cedette alcuni giocatori importanti, come Nanni, Oddi e Frustalupi, e affidò la guida della squadra ad un allenatore emergente, Giulio Corsini, che dopo sette giornate si ritrovò a lottare per non retrocedere. Successivamente le condizioni di Tommaso Maestrelli migliorarono grazie ad una cura sperimentale consentendogli di riprendere il suo posto sulla panchina della Lazio. Nel finale di campionato il tecnico toscano dovette anche fare a meno del suo bomber Giorgio Chinaglia, partito per gli Stati Uniti, dove viveva stabilmente la moglie Connie Eruzione, per giocare insieme a Pelè e Franz Beckenbauer nei New York Cosmos. Maestrelli allora affidò la maglia n. 9 a un promettente ragazzo uscito dal settore giovanile, Bruno Giordano. La Lazio si salvò all'ultima giornata, pareggiando 2-2 a Como: sotto di due reti, rimontò proprio con Giordano e Badiani. Stavolta la differenza reti fu favorevole alla Lazio e a retrocedere fu l'Ascoli, fermato sul pari dalla Roma.

### Dirigente sportivo
Maestrelli, al quale fu affidato il ruolo dirigenziale in veste di direttore sportivo del club biancoceleste, allora raccomandò al patron Umberto Lenzini l'assunzione del tecnico brasiliano Luís Vinício. Quello dirigenziale fu l'ultimo incarico ricoperto dal Maestro, che morì il 2 dicembre 1976.

## Statistiche

### Cronologia presenze e reti in nazionale
| Cronologia completa delle presenze e delle reti in nazionale ― Italia | Cronologia completa delle presenze e delle reti in nazionale ― Italia | Cronologia completa delle presenze e delle reti in nazionale ― Italia | Cronologia completa delle presenze e delle reti in nazionale ― Italia | Cronologia completa delle presenze e delle reti in nazionale ― Italia | Cronologia completa delle presenze e delle reti in nazionale ― Italia | Cronologia completa delle presenze e delle reti in nazionale ― Italia | Cronologia completa delle presenze e delle reti in nazionale ― Italia |
| Data                                                                  | Città                                                                 | In casa                                                               | Risultato                                                             | Ospiti                                                                | Competizione                                                          | Reti                                                                  | Note                                                                  |
| --------------------------------------------------------------------- | --------------------------------------------------------------------- | --------------------------------------------------------------------- | --------------------------------------------------------------------- | --------------------------------------------------------------------- | --------------------------------------------------------------------- | --------------------------------------------------------------------- | --------------------------------------------------------------------- |
| 5-8-1948                                                              | Londra                                                                | Danimarca                                                             | 5 – 3                                                                 | Italia                                                                | Olimpiadi 1948 - Quarti di finale                                     | -                                                                     |                                                                       |
| Totale                                                                |                                                                       | Presenze                                                              | 1                                                                     |                                                                       | Reti                                                                  | 0                                                                     |                                                                       |

### Statistiche da allenatore
In grassetto le competizioni vinte.
| Stagione        | Squadra         | Campionato      | Campionato | Campionato | Campionato | Campionato | Coppe nazionali | Coppe nazionali | Coppe nazionali | Coppe nazionali | Coppe nazionali | Coppe continentali | Coppe continentali | Coppe continentali | Coppe continentali | Coppe continentali | Altre coppe | Altre coppe | Altre coppe | Altre coppe | Altre coppe | Totale | Totale | Totale | Totale | % Vittorie | Piazzamenti |
| Stagione        | Squadra         | Comp            | G          | V          | N          | P          | Comp            | G               | V               | N               | P               | Comp               | G                  | V                  | N                  | P                  | Comp        | G           | V           | N           | P           | G      | V      | N      | P      | %          | Piazzamenti |
| --------------- | --------------- | --------------- | ---------- | ---------- | ---------- | ---------- | --------------- | --------------- | --------------- | --------------- | --------------- | ------------------ | ------------------ | ------------------ | ------------------ | ------------------ | ----------- | ----------- | ----------- | ----------- | ----------- | ------ | ------ | ------ | ------ | ---------- | ----------- |
| feb.-mar. 1953  | Lucchese        | B               | 4          | 0          | 2          | 2          | -               | -               | -               | -               | -               | -                  | -                  | -                  | -                  | -                  | -           | -           | -           | -           | -           | 4      | 0      | 2      | 2      | &0,00      | Eson.       |
| ott.-nov. 1963  | Bari            | B               | 5          | 0          | 3          | 2          | -               | -               | -               | -               | -               | -                  | -                  | -                  | -                  | -                  | -           | -           | -           | -           | -           | 5      | 0      | 3      | 2      | &0,00      | Eson.       |
| 1964-1965       | Reggina         | C               | 34         | 16         | 11         | 7          | -               | -               | -               | -               | -               | -                  | -                  | -                  | -                  | -                  | -           | -           | -           | -           | -           | 34     | 16     | 11     | 7      | 47,06      | 1º (prom.)  |
| 1965-1966       | Reggina         | B               | 38         | 16         | 13         | 9          | CI              | 1               | 0               | 0               | 1               | -                  | -                  | -                  | -                  | -                  | -           | -           | -           | -           | -           | 39     | 16     | 13     | 10     | 41,03      | 4°          |
| 1966-1967       | Reggina         | B               | 38         | 11         | 16         | 11         | CI              | 1               | 0               | 0               | 1               | -                  | -                  | -                  | -                  | -                  | -           | -           | -           | -           | -           | 39     | 11     | 16     | 12     | 28,21      | 9°          |
| 1967-1968       | Reggina         | B               | 40         | 13         | 15         | 12         | CI              | 4               | 2               | 0               | 2               | -                  | -                  | -                  | -                  | -                  | -           | -           | -           | -           | -           | 44     | 15     | 15     | 14     | 34,09      | 9°          |
| Totale Reggina  | Totale Reggina  | Totale Reggina  | 150        | 56         | 55         | 39         |                 | 6               | 2               | 0               | 4               |                    | -                  | -                  | -                  | -                  |             | -           | -           | -           | -           | 156    | 58     | 55     | 43     | 37,18      |             |
| 1968-1969       | Foggia          | B               | 38         | 11         | 16         | 11         | CI              | 11              | 5               | 4               | 2               | -                  | -                  | -                  | -                  | -                  | -           | -           | -           | -           | -           | 49     | 16     | 20     | 13     | 32,65      | 8°          |
| 1969-1970       | Foggia          | B               | 38         | 16         | 16         | 6          | CI              | 3+1             | 2               | 0               | 1+1             | -                  | -                  | -                  | -                  | -                  | -           | -           | -           | -           | -           | 42     | 18     | 16     | 8      | 42,86      | 2° (prom.)  |
| 1970-1971       | Foggia          | A               | 30         | 6          | 13         | 11         | CI              | 3               | 0               | 0               | 3               | -                  | -                  | -                  | -                  | -                  | -           | -           | -           | -           | -           | 33     | 6      | 13     | 14     | 18,18      | 14º (retr.) |
| Totale Foggia   | Totale Foggia   | Totale Foggia   | 106        | 33         | 45         | 28         |                 | 17+1            | 7               | 4               | 6+1             |                    | -                  | -                  | -                  | -                  |             | -           | -           | -           | -           | 124    | 40     | 49     | 35     | 32,26      |             |
| 1971-1972       | Lazio           | B               | 38         | 18         | 13         | 7          | CI              | 10              | 5               | 2               | 3               | -                  | -                  | -                  | -                  | -                  | -           | -           | -           | -           | -           | 48     | 23     | 15     | 10     | 47,92      | 2° (prom.)  |
| 1972-1973       | Lazio           | A               | 30         | 16         | 11         | 3          | CI              | 4               | 0               | 1               | 3               | -                  | -                  | -                  | -                  | -                  | CAI         | 4           | 0           | 2           | 2           | 38     | 16     | 14     | 8      | 42,11      | 3°          |
| 1973-1974       | Lazio           | A               | 30         | 18         | 7          | 5          | CI              | 10              | 3               | 3               | 4               | CU                 | 4                  | 2                  | 0                  | 2                  | -           | -           | -           | -           | -           | 44     | 23     | 10     | 11     | 52,27      | 1º          |
| 1974-1975       | Lazio           | A               | 24         | 11         | 8          | 5          | CI              | 4               | 0               | 2               | 2               | -                  | -                  | -                  | -                  | -                  | -           | -           | -           | -           | -           | 28     | 11     | 10     | 7      | 39,29      | 4°          |
| dic. 1975-1976  | Lazio           | A               | 23         | 5          | 8          | 10         | CI              | 6               | 3               | 1               | 2               | -                  | -                  | -                  | -                  | -                  | -           | -           | -           | -           | -           | 29     | 8      | 9      | 12     | 27,59      | Sub., 13º   |
| Totale Lazio    | Totale Lazio    | Totale Lazio    | 145        | 68         | 47         | 30         |                 | 34              | 11              | 9               | 14              |                    | 4                  | 2                  | 0                  | 2                  |             | 4           | 0           | 2           | 2           | 187    | 81     | 58     | 48     | 43,32      |             |
| Totale carriera | Totale carriera | Totale carriera | 410        | 157        | 152        | 101        |                 | 57+1            | 20              | 13              | 24+1            |                    | 4                  | 2                  | 0                  | 2                  |             | 4           | 0           | 2           | 2           | 476    | 179    | 167    | 130    | 37,61      |             |

## Riconoscimenti
Anche se citato come Maestro, a lui è dedicata l'ultima strofa de Inno alla Lazio - Sò già du ore, scritto ed interpretato nel 1977 dal cantautore romano Aldo Donati.
A lui è stato intitolato il campo da calcio ubicato in Roma, Viale Tor di Quinto 119, posto all'interno della Caserma dei Carabinieri M.O.V.M. "Salvo D'Acquisto", dove per anni si sono allenati anche i calciatori della Lazio; nelle vicinanze del campo, sempre all'interno della caserma, vi è anche un mezzobusto in travertino, che raffigura Maestrelli ai tempi da calciatore.
A lui è intitolato il riconoscimento destinato ai migliori allenatori italiani, oltre che ad altre categorie e personalità del mondo del calcio. A lui è stato anche intitolato un prestigioso torneo di calcio giovanile, organizzato nella sua città natale, Pisa.

## Palmarès

### Giocatore
- Campionato italiano di Serie B: 1

Bari: 1941-1942
- Scudetto Dilettanti: 1

Bari: 1953-1954
- Campionato italiano Serie C: 1

Bari: 1954-1955

### Allenatore

#### Club
- Campionato italiano Serie C: 1

Reggina: 1964-1965 (girone C)
- Campionato italiano: 1

Lazio: 1973-1974

#### Individuale
- Seminatore d'oro: 2[18]

1968-1969, 1973-1974